# Молдавский лей
Молда́вский лей (рум. leu, мн.ч. lei) — денежная единица Молдовы, состоящая из 100 баней (рум. ban, мн.ч. bani). Буквенный код ISO 4217 — MDL, цифровой — 498, официальный символ — L.
Лей был введён в обращение в период с 29 ноября по 2 декабря 1993 года, сменив купоны и советские рубли. На середину 2018 года представлен девятью номиналами банкнот: 1, 5, 10, 20, 50, 100, 200, 500 и 1000 леев, а также девятью номиналами монет: 1, 5, 10, 25 и 50 баней, 1, 2, 5 и 10 лея.
На территории Приднестровья, не контролируемой молдавскими властями, в обращении находится собственная денежная единица — приднестровский рубль.

## История
Основную роль на внутреннем и внешнем рынке Молдавского княжества играли иностранные серебряные и золотые монеты: дукаты, флорины, злотые и другие. В XVII веке на Балканы и в Молдавию проникла нидерландская монета лёвендальдер, на которой был изображён лев. Жители Молдавии называли эти монеты «lei» — «львы». В 1867 году это название получила валюта независимой Румынии.
В ходе русско-турецкой войны 1768—1774 годов территория Бессарабии вошла в состав Российской империей, и в связи с острой нехваткой разменных денег был начат выпуск медных монет номиналом 3 денги (пара) и 3 копейки (2 пары). По Кючук-Кайнарджийскому миру Бессарабия в 1774 году была возвращена Османской империи, но уже в 1812 году, по Бухарестскому мирному договору вошла в состав России, образовав Бессарабскую губернию, а денежной единицей на территории между Прутом и Днестром стал рубль.
В 1918 году, после революционных событий в России, территория нынешней Молдовы вошла в состав Королевства Румыния, частью которого она оставалась до 1940 года. Денежной единицей на данной территории в это время был румынский лей. Затем, в соответствии с секретным дополнительным протоколом к пакту Молотова — Риббентропа, Молдавия была передана Румынией СССР, но менее чем через год, 26 июля 1941 года, вновь вошла в состав Румынии после отступления советских войск в первые дни Великой Отечественной войны.
На протяжении Второй мировой войны денежная система Бессарабии пребывала в хаотичном состоянии: друг друга попеременно сменяли либо находились одновременно в обращении советские рубли, оккупационные рейхсмарки и румынские леи. Планировалось, но не было осуществлено введение специальной валюты — лея Института внешнего финансирования. После Ясско-Кишинёвской операции к сентябрю 1944 года территория Молдавской ССР была возвращена в состав Советского Союза, и через некоторое время единственным законным средством платежа стал рубль СССР.
Ещё до провозглашения независимости Молдовы, 11 июня 1991 года, Республиканское отделение Госбанка СССР было преобразовано в Национальный банк Молдовы, а вскоре было принято и решение о разработке национальной валюты. В качестве временной меры стабилизации денежного обращения в условиях острой нехватки наличности и роста цен из-за экономического кризиса в дополнение к обращавшимся на территории Молдавии советским рублям в марте — апреле 1991 были введены так называемые карточки потребителя (рум. cartela consumatorului), которые можно было нарезать на купоны разного номинала. Для оплаты товаров и услуг к сумме в рублях нужно было приложить эквивалентную сумму в купонах. Аналогичные меры на постсоветском пространстве были предприняты в Беларуси, Узбекистане и на Украине.
10 июня 1992 в обращение была введена временная валюта — молдавский купон. В 1992—1993 годах состоялся выпуск банкнот номиналом 50, 200, 1000 и 5000 купонов, которые обращались параллельно с советскими рублями в соотношении 1:1. Тем временем в России была проведена денежная реформа, в ходе которой было прекращено обращение билетов Госбанка СССР и Банка России образца 1961—1992 годов. С целью защиты экономики Молдовы от гиперинфляции, которая могла быть вызвана неконтролируемым поступлением в республику переставшей обращаться в РФ рублёвой наличности, 29 ноября 1993 года купон был заменён леем, уже со 2 декабря 1993 ставшим единственным законным средством платежа. Обмен производился по курсу 1 лей = 1000 купонов, средства свыше 75 леев зачислялись на личные депозитные счета.
Дизайн банкнот был разработан молдавским художником Георге Врабие, монет первого выпуска — румынским гравёром Константином Думитреску, инициалы или монограмма которого размещались на всех монетах, кроме 1 лея и 50 баней нового образца, до 2003 года. На официальном сайте НБМ для иллюстрации монеты в 1 бань используется отредактированное изображение монеты 1993 года, на котором стёрты инициалы гравёра, однако в реальности таких монет не существовало.
В 2016 году в Кишинёве недалеко от здания Национального банка был открыт памятник монете 1 бань.

## Монеты

### Монеты образца 1993—1997 года
Разменные молдавские монеты носят название «бань» («бан»), все они, кроме монеты в 50 баней, изготовлены из алюминия. 50 баней 1993 года также изготавливались из алюминия, но со 2 февраля 1998 стали чеканиться из плакированной латунью стали. В 1992—1993 годах выпускались монеты номиналом 1 и 5 леев из плакированной никелем стали, которые затем были изъяты из обращения, так же как и алюминиевая монета в 50 баней, поскольку при высоком курсе лея в начале 1990-х и низком качестве изготовления самих монет они в широких масштабах подделывались фальшивомонетчиками в ущерб обращению. Монеты в 50 баней из латуни чеканятся на Чешском монетном дворе, все остальные — на Румынском.
На аверсе монет — герб и название государства, дубовая ветвь (кроме монет в 50 баней из латуни и 5 леев), на реверсе — номинал, год выпуска и логотип НБМ, у монет в 5, 25 и 50 баней также растительный орнамент. Изображения на аверсе и реверсе повёрнуты друг относительно друга на 180°.
К середине второго десятилетия XXI века монета номиналом 1 бань практически выведена из денежного обращения из-за своей низкой стоимости (≈ 4 копейки), в розничной торговле цены обычно округляются до 5, а то и до 10 баней. Национальный банк изучает возможность прекратить выпуск монет номиналом 1 и 5 баней, поскольку они перестали выполнять ощутимую роль при расчётах наличными.
| Изображение | Номинал  | Материал             | Диаметр (мм) | Толщина (мм) | Масса (г) | Гурт     | Даты           | Даты                                                                | Даты            |
| Изображение | Номинал  | Материал             | Диаметр (мм) | Толщина (мм) | Масса (г) | Гурт     | введения       | чеканки                                                             | изъятия         |
| ----------- | -------- | -------------------- | ------------ | ------------ | --------- | -------- | -------------- | ------------------------------------------------------------------- | --------------- |
|             | 1 бань   | алюминий             | 14,5         | 1,7          | 0,67      | гладкий  | 29 ноября 1993 | 1993 1995 1996 2000 2004 2006 2013 2017                             | в обращении     |
|             | 5 баней  | алюминий             | 16           | 1,6          | 0,75      | гладкий  | 29 ноября 1993 | 1993 1995 1996 1999—2006 2008 2010—2013 2015—2018, 2021             | в обращении     |
|             | 10 баней | алюминий             | 16,6         | 1,65         | 0,85      | гладкий  | апрель 1996    | 1995—1998 2000—2006 2008 2010 2011 2013 2015—2018, 2020, 2021, 2023 | в обращении     |
|             | 25 баней | алюминий             | 17,5         | 1,7          | 0,95      | гладкий  | 29 ноября 1993 | 1993 1995 1999—2006 2008 2010—2013 2015—2018, 2020, 2021, 2023      | в обращении     |
|             | 50 баней | алюминий             | 19           | 1,63         | 1,18      | гладкий  | 29 ноября 1993 | 1993                                                                | 31 декабря 1998 |
|             | 50 баней | сталь, плак. латунью | 19           | 1,8          | 3,1       | рубчатый | 2 февраля 1998 | 1997 2003 2005 2008                                                 | в обращении     |
|             | 1 лей    | сталь, плак. никелем | 19,5         | 1,48         | 3,32      | гладкий  | 29 ноября 1993 | 1992                                                                | 1994            |
|             | 5 леев   | сталь, плак. никелем | 21,5         | 1,38         | 3,6       | гладкий  | 29 ноября 1993 | 1993                                                                | 1994            |

### Монеты образца 2018 года
С целью улучшения качества денежного обращения 28 февраля 2018 НБМ объявил о выпуске новых монет номиналом 1, 2, 5 и 10 леев. 1 и 2 лея стали поступать в обращение в апреле 2018 года, 5 и 10 леев появились в 2019 году. В дальнейшем предполагается замещение этими монетами банкнот соответствующего номинала, которые подвергаются быстрому износу.
На аверсе новых монет размещены изображение герба и название государства. При размещении рядом четырёх монет по аверсу складывается стилизованное изображение герба Молдавского княжества со средневековыми геральдическими элементами (месяц, звезда и Солнце, княжеская корона, геральдическая роза и княжеский щит Стефана Великого). На реверсе монет изображены номинал и год выпуска, аббревиатуры «BNM» (рум. Banca Națională a Moldovei — Национальный банк Молдовы) и «RM» (рум. Republica Moldova — Республика Молдова). Изображения на реверсах монет складываются в герб Молдовы. Подобный дизайн был ранее использован на монетах Великобритании образца 2008 года. В отличие от монет предыдущего выпуска, изображения на аверсе и реверсе ориентированы соосно друг другу.
| Изображение | Изображение | Номинал | Материал                                      | Диаметр (мм) | Толщина (мм) | Масса (г) | Гурт                               | Годы выпуска           |
| ----------- | ----------- | ------- | --------------------------------------------- | ------------ | ------------ | --------- | ---------------------------------- | ---------------------- |
|             |             | 1 лей   | сталь, гальв. никелем                         | 21,5         | 1,8          | 4,45      | прерывисто- рубчатый               | 2018, 2020, 2022, 2024 |
|             |             | 2 лея   | сталь, гальв. никелем                         | 23,7         | 2,2          | 6,7       | рубчатый                           | 2018, 2020, 2022, 2024 |
|             |             | 5 леев  | сталь, гальв.: кольцо: латунью центр: никелем | 24,4         | 2,25         | 7,1       | прерывисто- рубчатый               | 2018, 2023             |
|             |             | 10 леев | сталь, гальв.: кольцо: никелем центр: латунью | 25,3         | 2,3          | 7,65      | рубчатый с 2 надписями «MOLDOVA ★» | 2018                   |

### Памятные и инвестиционные монеты
Национальный банк Молдовы выпускает памятные и юбилейные монеты из драгоценных (золото — номиналами 100 и 200 леев и серебро — номиналами 10, 20, 50 и 100 леев) и недрагоценных металлов (латунь с никелевым покрытием — номиналом 10 леев). По состоянию на май 2018 года было выпущено 135 разновидностей монет, в том числе 2 из латуни с никелевым покрытием, 57 из серебра 925 пробы, 61 из серебра 999 пробы и 15 из золота 999 пробы. Основная часть памятных монет посвящена историческим и культурным деятелям, а также достопримечательностям Молдовы. Также выпускаются монеты, связанные с историческими событиями, объектами из Красной книги и культурой молдавского народа.
Инвестиционные монеты по состоянию на 2018 год в Молдове не выпускались.

### Наборы монет
Первый официальный набор циркуляционных монет в буклете был выпущен в 2006 году к 15-летию Национального банка. Он содержит монеты в 1 бань 2004; 5, 10 и 25 баней 2005; 50 баней 2003 года и памятную монету «Праздник вина» 2003 года.
В 2019 году, в связи с вводом в обращение новых монет, НБМ выпустил 5000 наборов-буклетов, в которых монеты достоинством 1, 2, 5 и 10 леев представлены в пластиковых капсулах.

## Банкноты

### Первый лей
Первые банкноты Молдовы были отпечатаны в Румынии в типографии Национального банка. На лицевой стороне размещены портрет Стефана III и его имя на рум. ȘTEFAN CEL MARE, герб Молдовы, название центрального банка, номинал, год выпуска, предупреждение об ответственности за подделку и подпись председателя (рум. guvernator) Национального банка Леонида Талмача, на оборотной — номинал, название государства, вид на Сорокскую крепость, герб Стефана III и первые строки баллады «Миорица» на рум. „PE-UN PICIOR DE PLAI, PE-O GURĂ DE RAI...”. Водяной знак в виде геометрического орнамента из ромбов и ломаных линий по всему полю банкноты. Серийные номера вида А.1234 123456, буквенный индекс у каждого номинала свой (от A до C).
| Изображение                                     | Изображение       | Номинал (леев) | Размеры (мм) | Основные цвета                    | Даты             | Даты   | Даты           |
| Лицевая сторона                                 | Оборотная сторона | Номинал (леев) | Размеры (мм) | Основные цвета                    | введения         | печати | изъятия        |
| ----------------------------------------------- | ----------------- | -------------- | ------------ | --------------------------------- | ---------------- | ------ | -------------- |
|                                                 |                   | 1              | 123×61       | коричневый жёлтый тёмно-зелёный   | 29 ноября 1993   | 1992   | н/д            |
|                                                 |                   | 5              | 123×61       | синий голубой жёлтый              | 20 сентября 1993 | 1992   | 2 декабря 1993 |
|                                                 |                   | 10             | 123×61       | красно-коричневый розовый зелёный | 29 ноября 1993   | 1992   | н/д            |
| Масштаб изображений — 1,0 пикселя на миллиметр. |                   |                |              |                                   |                  |        |                |

Дизайн банкнот этого выпуска был практически идентичен оформлению 5 румынских леев 1966 года, а цвета повторяли цвета молдавского флага. Они продержались в обращении всего несколько месяцев, а после были замещены банкнотами нового образца, отпечатанными уже во Франции.

### Второй лей
На лицевой стороне размещены портрет Стефана III и его имя на рум. ȘTEFAN CEL MARE, герб и название государства, эмблема НБМ, номинал, год выпуска, предупреждение об ответственности за подделку, подпись председателя (рум. guvernator) Национального банка Леонида Талмача (банкноты 1992—2009 года) или Дорина Дрэгуцану (банкноты 2010—2015 годов), первые строки баллады «Миорица» на рум. „PE-UN PICIOR DE PLAI, PE-O GURĂ DE RAI...”, окружающие стилизованную букву «V». На лицевой стороне банкнот крупных номиналов дополнительно указано название Национального банка. На оборотной стороне — изображение соответствующего памятника архитектуры, номинал, эмблема и название НБМ, герб Стефана III, стилизованные изображения Бесконечной колонны и колонны Траяна. Водяной знак в виде портрета Стефана III на купонном поле у всех банкнот. Серийные номера вида А.1234 123456, буквенный индекс у каждого номинала свой (от A до I).
На банкнотах даже крупного номинала до выпуска 2015 года по сравнению с банкнотами других современных валют было крайне мало защитных элементов — только скрытая металлизированная защитная нить, встроенные в бумагу волокна и водяной знак с портретом Стефана Великого.
В 2015 году были выпущены модифицированные банкноты номиналом 1 и 100 леев, а также анонсирован выпуск банкнот в 10, 20, 50, 200 и 500 леев, на которых были добавлены защитные элементы: рельефная печать, микротекст и тиснение; металлизированная защитная нить стала шире, и на ней появились аббревиатуры «BNM». Модифицированные 10, 50, 200 и 500 леев появились в обороте в 2017 году, в конце 2017 года к ним добавились ранее не анонсированные 5 леев, а в июне 2018 года — 20 леев.
| Изображение                                     | Изображение       | Номинал (леев) | Размеры (мм) | Основные цвета       | Оборотная сторона                   | Даты             | Даты                                                   |
| Лицевая сторона                                 | Оборотная сторона | Номинал (леев) | Размеры (мм) | Основные цвета       | Оборотная сторона                   | введения         | печати                                                 |
| ----------------------------------------------- | ----------------- | -------------- | ------------ | -------------------- | ----------------------------------- | ---------------- | ------------------------------------------------------ |
|                                                 |                   | 1              | 114×58       | жёлтый коричневый    | Каприянский монастырь               | 19 мая 1994      | 1994 1995 1998 1999 2002 2005 2006 2010 2013 2015      |
|                                                 |                   | 5              | 114×58       | голубой синий        | Церковь св. Дмитрия в Орхее         | 29 апреля 1994   | 1994 1995 1999 2005 2006 2009 2013 2015                |
|                                                 |                   | 10             | 121×61       | красный серый        | Гиржавский монастырь                | 19 мая 1994      | 1994 1995 1998 2005 2006 2009 2013 2015                |
|                                                 |                   | 20             | 121×61       | зелёный жёлтый       | Сорокская крепость                  | 29 ноября 1993   | 1992 1995 1997 1999 2002 2004 2005 2006 2010 2013 2015 |
|                                                 |                   | 50             | 121×61       | розовый фиолетовый   | Гербовецкий монастырь               | 19 мая 1994      | 1992 2002 2005 2006 2008 2013 2015                     |
|                                                 |                   | 100            | 121×61       | оранжевый коричневый | Бендерская крепость                 | 15 сентября 1995 | 1992 2008 2013                                         |
|                                                 |                   | 100            | 133×66       | оранжевый коричневый | Бендерская крепость                 | 12 октября 2015  | 2015                                                   |
|                                                 |                   | 200            | 133×66       | розовый фиолетовый   | Здание мэрии Кишинёва               | 15 сентября 1995 | 1992 2007 2009 2013 2015                               |
|                                                 |                   | 500            | 133×66       | оранжевый серый      | Собор Рождества Христова в Кишинёве | 6 декабря 1999   | 1992 2015                                              |
|                                                 |                   | 1000           | 133×66       | синий фиолетовый     | Президентский дворец в Кишинёве     | 20 октября 2003  | 1992                                                   |
| Масштаб изображений — 1,0 пикселя на миллиметр. |                   |                |              |                      |                                     |                  |                                                        |

### Памятные банкноты
29 ноября 2013 года была выпущена памятная банкнота номиналом 200 леев образца 2013 года, посвящённая 20-летию национальной валюты. На лицевой стороне нанесена надпись на рум. 20 DE ANI — «20-летие». От банкнот предыдущих выпусков она также отличается дополнительными защитными элементами — микротекстом, рельефной печатью и УФ-люминесценцией. Тираж выпуска — 200 000 шт. Банкноты выпускались в подарочном буклете.
| Изображение                                     | Изображение       | Номинал (леев) | Размеры (мм) | Основные цвета     | Оборотная сторона     | Даты           | Даты   |
| Лицевая сторона                                 | Оборотная сторона | Номинал (леев) | Размеры (мм) | Основные цвета     | Оборотная сторона     | введения       | печати |
| ----------------------------------------------- | ----------------- | -------------- | ------------ | ------------------ | --------------------- | -------------- | ------ |
|                                                 |                   | 200            | 133×66       | розовый фиолетовый | Здание мэрии Кишинёва | 29 ноября 2013 | 2013   |
| Масштаб изображений — 1,0 пикселя на миллиметр. |                   |                |              |                    |                       |                |        |

Также существуют банкноты номиналом 1 лей образца 2006 года с круглой золотистой надпечаткой на купонном поле, на которой изображён портрет Стефана Великого, логотип НБМ и надпись на рум. 15 ANI — «15 лет». 28 ноября 2012 года вице-президент НБМ Э. Тэбырцэ заявила: 
Один лей с надпечаткой «15 лет НБМ» представлен только в подарочных буклетах и в обращение не поступал.
Ранее, 20 мая 2011, в официальном ответе Э. Тэбырцэ на обращение Союза бонистов Москвы сообщалась другая информация:
Банкнота достоинством 1 лей с надпечаткой золотой эмблемы на купонном поле лицевой стороны, посвящённой 15-летию Национального Банка Молдовы, в обращение не выпускалась.
Оба заявления напрямую не отменяют причастность НБМ к появлению данной банкноты, говоря только о её отсутствии в обращении. В любом случае в дальнейшем НБМ объявил 200 леев 2013 года «первой» памятной банкнотой Молдовы.

### Ошибки и неточности
Молдавские банкноты в течение многих лет печатались с ошибками.
- На оборотной стороне банкнот номиналом 1 и 10 леев всех выпусков до 2006 года включительно в подписи к изображению допущена ошибка — «MÎNĂSTIREA» вместо «MĂNĂSTIREA».
- На оборотной стороне банкнот номиналом 50 леев всех выпусков до 2006 года включительно в подписи к изображению допущены ошибки — «MÎNĂSTIRE HÎRBOVET» вместо «MĂNĂSTIREA HÎRBOVĂȚ».
- На оборотной стороне банкноты номиналом 100 леев 1992 года в подписи к изображению также допущена ошибка — «THIGHINA» вместо «TIGHINA».
- Когда разрабатывался дизайн банкноты в 500 леев, возле Кафедрального собора Кишинёва не было колокольни, хотя она изображена на банкноте. Колокольню взорвали в советское время, а восстановили только в 1997 году, тогда как банкноты с её изображением были уже давно отпечатаны.
- На оборотной стороне банкноты достоинством в 1000 леев изображено здание Администрации президента Республики Молдова, однако подпись под рисунком гласит: «Парламент Республики Молдова». Причина в том, что в 1992 году, когда разрабатывался дизайн этих банкнот, в этом здании действительно размещался Парламент, но потом он переехал в другое здание.

## Коллекционирование
Наиболее редкими и дорогими банкнотами Молдовы являются 20 леев 1992 и 1995 года, которые в качестве UNC оценивались по каталогам на конец 2017 года в 70 и 30 долларов США соответственно, что выше их номинальной стоимости в 67 и 29 раз, следом идут 50 леев 1992 и 2002 по 45 и 30 долларов (в 17 и 12 раз дороже номинала), остальные же банкноты в идеальном состоянии продаются на рынке по цене, превышающей номинал не более чем в 3-5 раз.
Наиболее дорогими коллекционными монетами из тех, которые реализуются в настоящее время НБМ, являются золотые 200 леев 2013 года «20 лет со дня введения национальной валюты» (около 687 долларов США по состоянию на 31 января 2018) и 100 леев 2012 года «555 лет со дня вступления на престол Стефана III Великого» около 678 долларов).

## Денежная масса
По данным НБМ на 31 декабря 2016 года в обращении находилось порядка 1009,25 миллиона монет и банкнот на общую сумму около 18 981,77 млн леев. Общая масса монет, находящихся в обороте в Молдове, превышает 733 тонны.
Около половины находящихся в обращении банкнот составляют мелкие номиналы — 1, 5 и 10 леев. Введение в 2018—2019 годах монет аналогичных номиналов должно будет способствовать их постепенному замещению, так как новые банкноты печататься не будут, а ранее выпущенные постепенно придут в негодность вследствие износа и будут выведены из обращения.
| Номинал   | Кол-во, шт.   | Удельный вес в количестве | Сумма, леев    | Удельный вес в общей сумме |
| Монеты    | Монеты        | Монеты                    | Монеты         | Монеты                     |
| --------- | ------------- | ------------------------- | -------------- | -------------------------- |
| 1 бань    | 68 830 000    | 9,07 %                    | 688 300        | 0,004 %                    |
| 5 баней   | 205 920 000   | 27,13 %                   | 10 296 000     | 0,05 %                     |
| 10 баней  | 229 430 000   | 30,23 %                   | 22 943 000     | 0,12 %                     |
| 25 баней  | 209 780 000   | 27,64 %                   | 52 445 000     | 0,28 %                     |
| 50 баней  | 44 950 000    | 5,92 %                    | 22 475 000     | 0,12 %                     |
| Всего     | 758 910 000   | 100 %                     | 108 847 300    | 0,57 %                     |
| Банкноты  |               |                           |                |                            |
| 1 лей     | 86 720 000    | 34,64 %                   | 86 720 000     | 0,46 %                     |
| 5 леев    | 16 200 000    | 6,47 %                    | 81 000 000     | 0,43 %                     |
| 10 леев   | 17 110 000    | 6,83 %                    | 171 100 000    | 0,9 %                      |
| 20 леев   | 13 380 000    | 5,34 %                    | 267 600 000    | 1,41 %                     |
| 50 леев   | 27 670 000    | 11,05 %                   | 1 383 500 000  | 7,29 %                     |
| 100 леев  | 33 650 000    | 13,44 %                   | 3 365 000 000  | 17,73 %                    |
| 200 леев  | 49 890 000    | 19,93 %                   | 9 978 000 000  | 52,57 %                    |
| 500 леев  | 4 360 000     | 1,74 %                    | 2 180 000 000  | 11,48 %                    |
| 1000 леев | 1 360 000     | 0,54 %                    | 1 360 000 000  | 7,16 %                     |
| Всего     | 250 340 000   | 100 %                     | 18 872 920 000 | 99,43 %                    |
| Итого     | 1 009 250 000 | 100 %                     | 18 981 767 300 | 100 %                      |

## Режим валютного курса
При введении в обращение молдавского лея 2 декабря 1993 года обменный курс был установлен в 3,85 лея за 1 доллар США. Во втором десятилетии XXI века в Молдове используется режим плавающего валютного курса. Критерием эффективности курсовой политики (курсовым якорем) выступают показатели инфляции.
Наиболее сильное падение курса национальной валюты произошло в 1998 году, вслед за дефолтом в России.
| 1993 | 31 декабря | 3,7103  | 2 декабря  | 3,8500  |
| 1994 | 1 января   | 3,6400  | 15 декабря | 4,2770  |
| 1995 | 3 января   | 4,2680  | 17 ноября  | 4,6110  |
| 1996 | 1 января   | 4,4990  | 20 июня    | 4,6840  |
| 1997 | 28 марта   | 4,5400  | 24 января  | 4,6795  |
| 1998 | 1 января   | 4,6605  | 1 декабря  | 9,7062  |
| 1999 | 5 января   | 8,3045  | 18 ноября  | 12,6061 |
| 2000 | 1 января   | 11,5902 | 1 февраля  | 12,7178 |
| 2001 | 3 января   | 12,3824 | 6 декабря  | 13,1245 |
| 2002 | 11 января  | 13,0761 | 18 декабря | 13,9796 |
| 2003 | 6 октября  | 13,1939 | 14 апреля  | 14,7838 |
| 2004 | 6 мая      | 11,5116 | 16 января  | 13,2242 |
| 2005 | 12 января  | 12,4580 | 15 декабря | 12,8411 |
| 2006 | 4 января   | 12,8291 | 8 августа  | 13,3396 |
| 2007 | 28 ноября  | 11,2564 | 17 января  | 13,0281 |
| 2008 | 3 сентября | 9,6507  | 1 января   | 11,3192 |
| 2009 | 12 января  | 10,3956 | 17 декабря | 12,3135 |
| 2010 | 11 ноября  | 11,5282 | 4 июня     | 12,9463 |
| 2011 | 6 сентября | 11,2919 | 17 января  | 12,4067 |
| 2012 | 5 января   | 11,6655 | 7 августа  | 12,5489 |
| 2013 | 8 февраля  | 12,0300 | 11 октября | 13,1518 |
| 2014 | 3 января   | 13,0242 | 20 декабря | 15,7444 |
| 2015 | 1 января   | 15,6152 | 18 февраля | 20,9933 |
| 2016 | 28 марта   | 19,5650 | 15 января  | 20,7002 |
| 2017 | 29 декабря | 17,1002 | 6 января   | 20,1866 |
| 2018 | 12 апреля  | 16.3725 | 20 декабря | 17.3164 |
| 2019 | 4 февраля  | 17.0674 | 21 июня    | 18.2136 |
| 2020 | 12 августа | 16.5477 | 7 апреля   | 18.6369 |
| 2021 | 5 января   | 17.1886 | 2 апреля   | 18.0906 |